# 植民の書

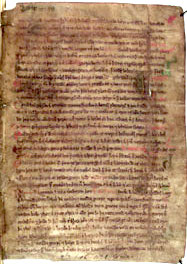
『植民の書』の写本の1ページ。アウルトニ・マグヌッソン研究所（レイキャヴィーク、アイスランド）所蔵。

『植民の書』（しょくみんのしょ、アイスランド語: Landnámabók, 短縮形 Landnáma）は、中世アイスランドの書物である。9世紀から10世紀にかけて行われたノルウェーからアイスランドへの植民（アイスランド語: landnám）についての詳細な記録を残している。『土地占有の書』、『ランドナーマボーク』とも。日本語訳は公刊されていない。

## 内容
『植民の書』はインゴールヴル・アルナルソン (Ingólfur Arnarson) による最初の入植の記述から始まっている。彼は今のレイキャヴィークに入植し、北部、西部、東部、南部の土地を要求した。その後、記述は最初の入植者たちの子孫に関するものへと移り、12世紀に至るまでの重要な出来事と一族の歴史を辿っている。全部で、3,000人以上の人物の名前と、1,400以上の入植地の名前が書き留められており、特に重要な入植者として435人を取り上げている。彼らの多くはアイスランド本島の北部や南西部に入植した。この文献は、アイスランド人の歴史と家系の両方に関する貴重な資料を残している。

## 写本
『植民の書』の原本は現存していないが、数種類のそれぞれ内容が微妙に異なった写本が現存しており、主に5種の版が知られている
- 「ストゥルラ本」（Sturlubók, AM 107 folx) - ストゥルラ・ソールザルソン (Sturla Þórðarson) によってまとめられた写本。
- 「ハウクル本」（Hauksbók, 写本番号 AM 371 4°） - ハウクル・エルレンドスソン (Haukr Erlendsson) によってまとめられた写本。「ストゥルラ本」と、今は現存していない、ストゥルミル・カーラソン (Styrmir Kárason) による版に基づいているとされる。
- 「メーラール本」（Melabók, 写本番号 AM 445b 4°） - メーラール (Melar) で発見された写本。
- 「ソールズル本」（Þórðarbók, 写本番号 AM 106 folx, AM 112 folx） - ソールズル・ヨーンスソン (Þórður Jónsson) による写本。
- 「スカルズスアゥ本」（Skarðsárbók, 写本番号 AM 104 fol） - スカルズス川(Skarðsá)のビョルン・ヨーンスソン(Björn Jónsson)による写本。